# Biscay (Minnesota)
Biscay es una ciudad ubicada en el condado de McLeod en el estado estadounidense de Minnesota. En el Censo de 2010 tenía una población de 113 habitantes y una densidad poblacional de 538,64 personas por km².

## Geografía
Biscay se encuentra ubicada en las coordenadas 44°49′34″N 94°16′27″O / 44.82611, -94.27417. Según la Oficina del Censo de los Estados Unidos, Biscay tiene una superficie total de 0.21 km², de la cual 0.21 km² corresponden a tierra firme y (0%) 0 km² es agua.

## Demografía
Según el censo de 2010, había 113 personas residiendo en Biscay. La densidad de población era de 538,64 hab./km². De los 113 habitantes, Biscay estaba compuesto por el 90.27% blancos, el 0% eran afroamericanos, el 0% eran amerindios, el 0.88% eran asiáticos, el 0% eran isleños del Pacífico, el 5.31% eran de otras razas y el 3.54% pertenecían a dos o más razas. Del total de la población el 8.85% eran hispanos o latinos de cualquier raza.